# 渥太華復仇者
渥太華復仇者（英語：Ottawa Renegades）是一支已不存在的加式足球隊，位於加拿大首都渥太華。2002年成立，2006年解散。

## 相關頁面
- 渥太華剽騎兵（法语：Rough Riders d'Ottawa）
- 渥太華紅黑（法语：Rouge et Noir d'Ottawa）